# Александер Ян Потоцький
Александер Ян Потоцький (пол. Aleksander Jan Potocki; пом. 1714) — польський шляхтич гербу Золота Пилява. Військовик, урядник, меценат. Представник примасівської гілки Потоцьких.

## Життєпис
Другий син військовика, письменника Павела Потоцького та його другої дружини-московки Єлєни (Елеонори) з Салтикових.
1 вересня 1707 року разом з дружиною прибув до Бучача, був хресним татом під час хрещення хлопця-нехристиянина у фарному костелі міста.
Був дідичем Монастириська, Устя-Зеленого (після його смерти вдова Тереса 1726 року мала поділити маєтність поміж синів).

1660 року став фундатором парафії РКЦ в Семенівці (тепер Пустомитівського району), співфундатор костелу Св. Марціна в цьому селі.

### Посади
Підкоморій галицький (1692 р.), каштелян кам'янецький (номінація 30 квітня 1704), воєвода смоленський з 1712 р., староста щирецький, черкаський.

### Сім'я
Перша дружина — Зузанна з Карчевських (шлюб невдовзі після 1688 р.), дітей не було. Друга дружина — донька каштеляна завихостського Александера Тарла та Йоанни з Косток (донька придворного короля, старости липинського Францішека Станіслава Костки) Тереза. Відомі діти:
- Юзеф — каштелян львівський, староста щирецький, чорштинський
- Антоній Міхал — белзький воєвода (1732—1762 рр.), маршалок королеви (1754—1764 рр.)
- Ельжбета — дружина старости вонвольницького Марціна Щуки
- Станіслав Францішек, охрещений 22 жовтня 1690 року у Львівській латинській катедрі, перше ім'я — на честь коронного гетьмана Станіслава Яблоновського.[10]
- Ян Антоній Марек, охрещений 4 серпня 1696 року у Латинській катедрі Львова.[11]